# 松木庄吉
松木 庄吉（まつき しょうきち、1914年（大正3年）6月12日 – 1944年（昭和19年）12月9日 ）は、日本の彫刻家。福井県に生まれ育ち、29歳で文部省美術展覧会特選に入るなど将来を嘱望されたが、その直後太平洋戦争に出征し、若くして戦死した。

## 生涯

### 生い立ち
生家は、若狭国の義民として知られる松木庄左衛門の子孫である。
1904年、福井県遠敷郡上中町新道村で、松木庄太郎の三男として生まれた。生家は石材店だった。尋常小学校2年生の折、大飯町本郷村に移住する。生家は現在も石材店を営んでいる。庄吉は、本郷尋常小学校卒業後、青年訓練所に入った後、家業の石工に従事した。その傍ら、13歳の頃から独学で彫刻に取り組む。
1934年（昭和9年）、彫刻家を志し、父の反対を押し切る形で上京、石材店で働きながら小倉右一郎の滝野川彫塑研究所に入って研鑽を続けた。年のうち6月から12月までを東京、それ以外の半年間は郷里で過ごす生活だった。1935年に初めて展覧会に出品する。

### 文展入選
当時、わが国で最も権威のあった総合的な美術展は文部省美術展覧会（文展）であった。庄吉は1938年、24歳の若さで第2回文展の第3部（彫刻）に初入選した。作品は「裸女」で、その後も「対岸」「青年」「空」「朝」と毎年入選を続けた。特に連続4回目の入選作である「空」は4か月がかりで仕上げた男の等身より3割大きい石膏像で、庄吉は「風雲急を告げる空をにらみ、微動もせず悠然と堪えるたくましいポーズ、男の毅然とした姿を表現しようと苦心した」と述べ、有力な特選候補となった。
厳しい統制の下、物資の貧しい時代にあって制作に励んだ努力と才能は高く評価され、一躍有望新人として芸術界で注目された。次年度の「朝」も特選候補となった。

### 文展特選
1943年、庄吉は29歳の若さで第6回文展特選の栄に輝いた。作品は「逆風」であった。青年の若さとたくましさを表したこの作によって同時に文展無鑑査の資格を得た。作家として-はまだ活動の初期でありながら高い評価を得た業績に対し、1943年11月28日、郷土出身者で組織する雲城会の総会では、「貴下は第6回文部省美術展覧会に「逆風」を出品せられ斯界最高の栄誉たる特選を受けられ是れ固より貴下の栄誉たるのみならずまた以て郷土一般の面目として慶賀に堪えざる所なり。ここに本会の決議により謹みて祝意を表し、将来一層の御精進御大成を希ふ」という感謝激励文を贈った。

### 郷土人像の制作
郷土の生んだ偉人を石像にして永久に残し顕彰したいという熱意や激励にこたえ、庄吉は作品を制作した。小浜市立西津小学校の校庭には綱女が子供を狂犬から守ろうと必死に身構えている姿が残され、小浜市立雲浜小学校の校門近くには維新の志士梅田雲浜の彫像が置かれたが、これらの像の除幕式には、自身も忙しい日程を割いて列席し、郷里の人と歓談した。

### 30歳で戦死
文展で特選に輝き無鑑査となった矢先の1943年12月26日に応召、南方に渡ったが、翌1944年12月9日、ニューギニア島の西端に近いビアク島で戦死した（ビアク島の戦いも参照）。
庄吉の死後、親友の松田喜三郎は「庄吉の像」を制作した（おおい町立本郷小学校の前庭に設置）。

## 没後の顕彰
1983年より大飯町と大飯町文化協議会は全国に散在する作品を丹念に探して68点を確認、遺族や持ち主の許可を得て、特に秀れた作品34点をブロンズ像に複製した。その選定にあたったのは、松田喜三郎（当時名古屋芸術大学美術学部長、日展審査員）である。また、図録『松木庄吉彫刻作品集』も松田の解説をつけて出版され、『えほん松木庄吉』も出版配布された。
2022年現在、おおい町立郷土資料館内に「松木庄吉美術記念館」が開設され、作品が展示されている。